# Cretnjača
Cretnjača (lat. Pseudorchis) je monotipski biljni rod (prema Kewu) iz porodice kaćunovki, dio podtribusa Orchidinae, potporodica Orchidoideae.
Jedina vrsta je Pseudorchis albida, gomoljasti geofit raširen od Europe (uključujući Hrvatsku) do Ruskog dalekog istoka. Ime vrste u hrvatskom jeziku je bjelkasta cretnjača.
Pseudorchis frivaldii možda je sinonim za Gymnadenia frivaldii.